# جنگنده نسل پنجم

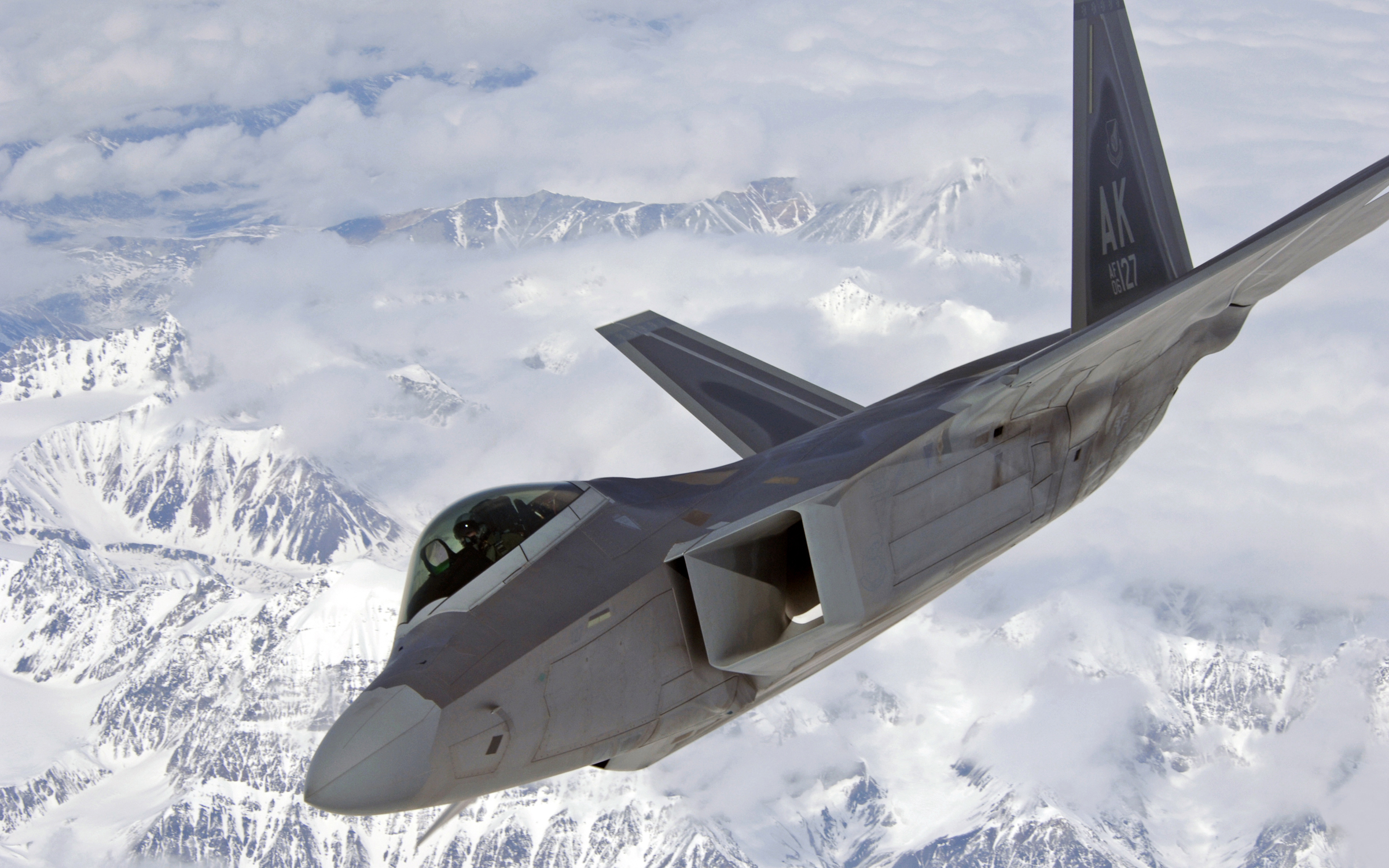
لاکهید مارتین اف-۲۲ رپتور

جنگندهٔ نسل پنجم (به انگلیسی: Fifth-generation fighter) سطحی بالاتر از جنگنده نسل چهارم در طبقه‌بندی هواپیماهای جت جنگنده است که دارای فناوری‌های کلیدی توسعه‌یافته در ابتدای سده بیست‌ویکم است. تا تاریخ آوریل ۲۰۲۴، این پیشرفته‌ترین سطح عملیاتی جنگنده‌هاست. دربارهٔ ویژگی‌های جنگنده‌های نسل پنجم توافق همگانی وجود ندارد و هر نوع نسل پنجمی لزوماً همه ویژگی‌ها را ندارد؛ بااین وجود، معمولاً از ویژگی‌های شناساگریزی، رادار با احتمال رهگیری کم (LPIR)، بدنه چابک برای پرواز ابرپیمایشی، ویژگی‌های اویونیکی پیشرفته، و سامانه‌های رایانه‌ای یکپارچه‌شده قادر به شبکه‌سازی با عناصر دیگر در فضای نبرد برای آگاهی موقعیتی و قابلیت «فرماندهی، کنترل و ارتباطات» نام برده می‌شود.
تا تاریخ ژانویه ۲۰۲۵، جنگنده‌های نسل پنجم عملیاتی عبارت‌اند از؛ اف-۲۲ رپتور (از دسامبر ۲۰۰۵ در نیروی هوایی آمریکا)، لاکهید مارتین اف-۳۵ لایتنینگ ۲ (از ژوئیه ۲۰۱۵ در نیروی هوایی آمریکا)، چنگدو جی-۲۰ (از سپتامبر ۲۰۱۷ در نیروی هوایی چین)، شن‌یانگ جی-۳۵ و سوخو-۵۷ (از ۲۵ دسامبر ۲۰۲۰ در نیروی هوایی روسیه). دیگر طرح‌های ملی یا بین‌المللی همچنان در حال توسعه هستند.

## ویژگی‌ها
نسل نوظهور جنگنده‌های پیشرفته در ابتدای سدهٔ بیست‌ویکم معمولاً به‌عنوان نسل پنجم شناخته می‌شوند. ویژگی‌های کلیدی جنگنده‌های نسل پنج مورد اتفاق همگان نیست و هر نسل پنجی لزوماً همه آنها را ندارد. برخی از طبقه‌بندی‌ها شامل بیش از پنج نسل هستند که منجر به پیدایش عنوان نسل ششم و بالاتر می‌شود.
جنگنده‌های نسل چهارم بر مانورپذیری و توانمندی داگ‌فایت نزدیک تأکید داشتند، اما ویژگی‌های کلیدی نسل پنجم عبارتند از؛
- شناساگریزی که حمل مهمات در محفظهٔ درونی بخشی از آن است.
- ابرمانورپذیری که تلاش می‌شود در فضای محدود و نزدیک (به خطر) باشد.
- ابرپیمایش یعنی پیمایش یا کروز طولانی‌مدت زِبَرصوت بدون پس‌سوز
- اویونیک پیشرفته که شامل رادار با احتمال رهگیری کم (LPIR) است.
- یکپارچه‌سازی شبکه‌ای که آگاهی موقعیتی در میدان نبرد را بهتر می‌کند.
- چندمنظورگی به‌ویژه قابلیت «فرماندهی، کنترل و ارتباطات» در میدان/فضای نبرد

برای بهینه کردن (کاهش) سطح مقطع راداری (RCS)، بیشتر جنگنده‌های نسل پنجم از «لبه‌های تیز» به‌جای «افزوده (امتداد)های استاندارد لبه» و لبه‌های حمله استفاده می‌کنند و پیش‌بال ندارند؛ اگرچه سوخو پاکفا دارای افزوده‌های ورودی موتور است که احتمالاً تا حدودی مانند پیش‌بال عمل می‌کند. همچنین طراحان جی-۲۰ از پیش‌بال به‌دلیل افزایش چابکی علیرغم کاهش پنهان‌کاری بهره برده‌اند.
همه جنگنده‌های نسل پنج برای به‌حداقل رساندن سطح مقطع جانبی، دو دم عمودی متمایل (مانند عدد ۷) دارند. بیشتر آنها ابرمانورپذیری را به‌کمک جهت‌دهی رانش به‌دست آورده‌اند. آنها دارای دهلیزهای داخلی مهمات برای جلوگیری از افزایش سطح مقطع راداری هستند، اما همه آنها آویزگاه‌های خارجی تسلیحات برای استفاده در ماموریت‌های رایج (مانند حمل مخازن سوخت خارجی برای پرواز طولانی‌تر) دارند. در بدنه و اسکلت آنها درصد بالایی از مواد کامپوزیت وجود دارد که از سطح راداری و وزن می‌کاهد.

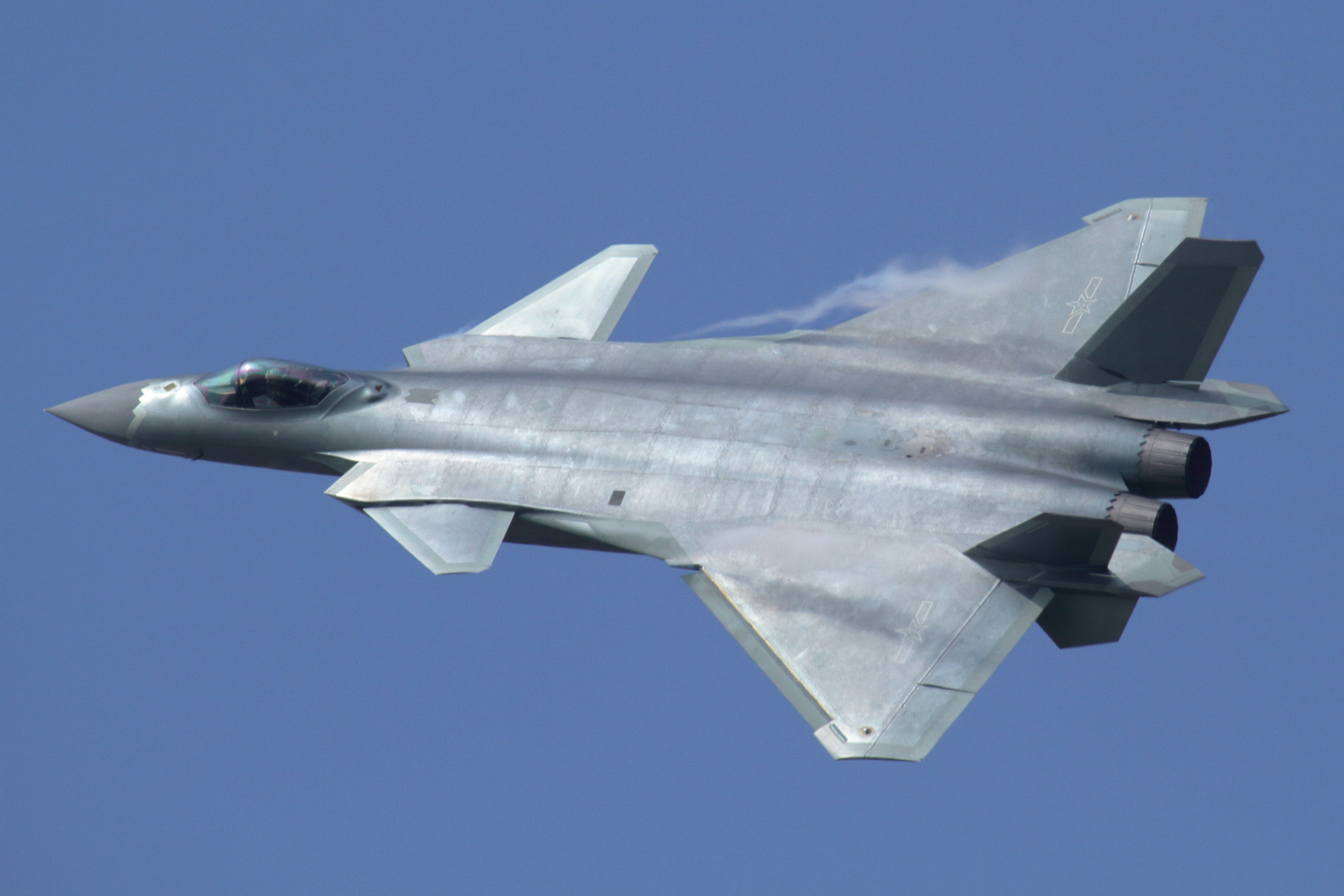
جنگندهٔ چینی چنگدو جی-۲۰ متعلق به نیروی هوایی ارتش آزادی‌بخش خلق چین

### نرم‌افزار مدرن هواپیما
جنگنده‌های نسل قبل برای ترسیم فضای نبرد، از سامانه‌های جدا از هم استفاده می‌کردند و هر حسگر یا غلاف می‌توانست خوانش خود را به خلبان ارائه کند تا خلبان شخصاً نمایی از فضای نبرد را ترسیم کند. اما جنگنده‌های نسل پنجم شناخته‌شده از پردازنده‌های اصلی از-پیش-آماده، برای کنترل مستقیم همه حسگرها، استفاده می‌کنند تا نمایی تلفیقی از فضای نبرد را با حسگرهای داخلی و شبکه‌ای ایجاد کنند. البته، هر نقصی در این سامانه‌های نرم‌افزاری پیچیده می‌تواند سامانه‌های به‌ظاهر نامرتبط هواپیما را غیرفعال کند و پیچیدگی یک هواپیمای تعریف‌شده با نرم‌افزار می‌تواند منجر به بحران نرم‌افزاری با هزینه‌ها و تاخیرهای اضافی شود. اف-۲۲ای بدون رادار دهانه ترکیبی یا جستجو و ردیابی فروسرخ برای آگاهی موقعیتی تحویل داده شد. بعداً با ارتقای نرم‌افزار آن رادار را به‌دست می‌آورد. تا پایان سال ۲۰۱۳، بزرگ‌ترین نگرانی دربارهٔ طرح اف-۳۵ نرم‌افزار آن به‌ویژه نرم‌افزار لازم برای ترکیب داده‌ها به‌کمک حسگرهای متعدد، بود.
احتمالا هوش مصنوعی در سامانه‌های ناوبری جنگنده سوخو-۵۷ به‌کار رفته‌است. آزمایش‌های پروازی سامانه‌های اویونیک ماژولار یکپارچه آن در سال ۲۰۱۷ بر روی یک پردازشگر چندهسته‌ای با شبکه فیبر نوری آغاز شد. در دسامبر ۲۰۲۰، نقص در سامانه کنترل پرواز رایانه‌ای باعث شد که اولین سوخو-۵۷ تولیدی سقوط کند.
ظاهرا پاسخ خودکار نرم‌افزاری به شرایط گرمای بیش‌ازحد باعث سقوط یک اف-۲۲ شد و مشکلات اویونیک هم منجر به سقوط اف-۳۵ای در سال ۲۰۲۰ شد.
اف-۳۵ از سامانه‌های رادیویی نرم‌افزاری استفاده می‌کند که در آن میان‌افزارهای معمولی آرایه‌های دروازه برنامه‌پذیر میدانی را کنترل می‌کنند. سرهنگ آرتور توماستی گفته است که اف-۳۵ «هواپیمایی با نرم‌افزار فشرده است و نرم‌افزار به‌راحتی قابل ارتقا است، برخلاف سخت‌افزار.»
اف-۳۵ به‌منظور سهولت افزودن ویژگی‌های نرم‌افزاری جدید، تفکیک هسته و برنامه مسئولیت‌های امنیتی را اتخاذ کرده‌است.
استیو اوبرایان از لاکهید مارتین گفته است که اف-۳۵ می‌تواند در ارتقای نرم افزاری احتمالی، با پهپادها همکار شود. نیروی دریایی آمریکا می‌کوشد سامانه هواگرد بی‌سرنشین ناونشین رزمی و شناسایی خود را تحت کنترل هواگرد سرنشین‌دار قرار دهد تا به عنوان یک حامل موشک پرنده عمل کند.

### آگاهی موقعیتی
طراحی بدنه یا پوسته پنهان‌کار، حسگرهای پنهان‌کار و ارتباطات پنهان‌کار در مجموع به جنگنده‌های نسل پنجم اجازه می‌دهد تا پیش از آشکار شدن حضور آنها برای هدف(ها)، با هواگردهای هدف درگیر شوند.  افسر ژن مک فالز از نیروی هوایی آمریکا گفته‌است که برایند ترکیب حسگرها به پایگاه‌های داده وارد خواهد شد تا هواگرد هدف به‌طور دقیق از دور شناسایی شود.

سوخو-۵۷ متعلق به نیروی هوایی روسیه

پیش‌بینی می‌شود که ترکیب حسگرها و ردیابی خودکار هدف به خلبان جنگنده نسل پنج تصویر بهتری از فضای نبرد نسبت به آواکس (سیستم هشدار و کنترل هوایی) بدهد؛ به‌ویژه هنگامی که آواکس با افزایش تهدیدات از خط مقدم عقب نشینی می‌کند. بنابراین، کنترل تاکتیکی می‌تواند به خلبانان جنگنده‌ها واگذار شود. مایکل وین، وزیر سابق نیروی هوایی آمریکا، پیشنهاد حذف بوئینگ ئی-۳ سنتری و نورثروپ گرومن ئی-۸ جوینت استارز را در ازای اف-۳۵های بیشتر داده است؛ به این دلیل ساده که روس‌ها و چینی‌ها تلاش‌های زیادی برای هدف قرار دادن این هواپیماها انجام می‌دهند که با استانداردهای هواپیمای تجاری ساخته شده‌اند.
با این حال، حسگرهای قوی‌تر، مانند رادار AESA که می‌تواند در چندین حالت به طور همزمان عمل کند، ممکن است داده‌های زیاد و کافی برای یک خلبان اف-۲۲، اف-۳۵ یا سوخو-۵۷ ارائه کند. سوخو/هال اف‌جی‌اف‌ای بازگشت به پیکربندی دو صندلی معمول در جنگنده‌های تهاجمی نسل چهار را ارائه کرد که به‌دلیل نگرانی از هزینه‌ها رد شد.

## تاریخچه
| ۲۰۰۵ | اف-۲۲ رپتور     |
| ۲۰۰۶ |                 |
| ۲۰۰۷ |                 |
| ۲۰۰۸ |                 |
| ۲۰۰۹ |                 |
| ۲۰۱۰ |                 |
| ۲۰۱۱ |                 |
| ۲۰۱۲ |                 |
| ۲۰۱۳ |                 |
| ۲۰۱۴ |                 |
| ۲۰۱۵ | اف-۳۵ بی        |
| ۲۰۱۶ | اف-۳۵ ای        |
| ۲۰۱۷ | چنگدو جی-۲۰ ای  |
| ۲۰۱۷ | اف-۳۵ آی        |
| ۲۰۱۸ |                 |
| ۲۰۱۹ | اف-۳۵ سی        |
| ۲۰۲۰ | چنگدو جی-۲۰ بی  |
| ۲۰۲۰ | سوخو-۵۷         |
| ۲۰۲۱ |                 |
| ۲۰۲۲ |                 |
| ۲۰۲۳ |                 |
| ۲۰۲۴ | شن‌یانگ جی-۳۵    |
| TBA  | چنگدو جی-۲۰ اس  |
| TBA  | هال آمکا        |
| TBA  | تی‌اف-ایکس قاآن  |
| TBA  | Flygsystem 2020 |
| TBA  | سوخو-۷۵         |

- جنگنده‌های نسل پنجمی که در مراحل اولیه تولید یا در حال توسعه هستند:

- سوخو-۷۵ چکمیت که بعد از ۲۰۲۵ وارد خدمت خواهد شد
- هال آمکا جنگنده چندمنظوره هندی هال (HAL AMCA) که در حال طی مراحل نهایی است که تا ۲۰۲۴پرواز کرده و تا ۲۰۲۸تولید انبوه می‌شود.
- تی‌اف-ایکس جنگنده چندمنظوره ترکیه‌ای توسط صنایع هوافضای ترکیه و با همکاری بی‌ای‌ئی سیستمز در حال توسعه است.

## مقایسه کلی
| Type                             | Origin              | Class | Role   | Introduced     | In service | Total | Notes                                   |
| -------------------------------- | ------------------- | ----- | ------ | -------------- | ---------- | ----- | --------------------------------------- |
| لاکهید مارتین اف-۲۲ای رپتور      | ایالات متحده آمریکا | جت    | جنگنده | ۱۵ دسامبر ۲۰۰۵ | ؟          | ۱۹۵   | —                                       |
| لاکهید مارتین اف-۳۵بی لایتنینگ ۲ | ایالات متحده آمریکا | جت    | جنگنده | ۳۱ ژوئیه ۲۰۱۵  | ؟          | ؟     | برخاست کوتاه و نشست عمودی               |
| لاکهید مارتین اف-۳۵ای لایتنینگ ۲ | ایالات متحده آمریکا | جت    | جنگنده | ۲ اوت ۲۰۱۶     | ؟          | ؟     | برخاست و فرود متعارف                    |
| چنگدو جی-۲۰ای                    | چین                 | جت    | جنگنده | ۹ مارس ۲۰۱۷    | ؟          | ؟     | —                                       |
| لاکهید مارتین اف-۳۵سی لایتنینگ ۲ | ایالات متحده آمریکا | جت    | جنگنده | ۲۸ فوریه ۲۰۱۹  | ؟          | ؟     | کاتوبار                                 |
| چنگدو جی-۲۰بی                    | چین                 | جت    | جنگنده | ۸ ژوئیه ۲۰۲۰   | ؟          | ؟     | —                                       |
| سوخو-۵۷                          | روسیه               | جت    | جنگنده | ۲۵ دسامبر ۲۰۲۰ | ؟          | ۲۱    | —                                       |
| چنگدو جی-۲۰اس                    | چین                 | جت    | جنگنده | درحال توسعه    | —          | ؟     |                                         |
| شن‌یانگ جی-۳۵                     | چین                 | جت    | جنگنده | ۱۲ نوامبر ۲۰۲۴ | —          | ؟     | اولین پرواز (اف‌سی-۳۱) در ۳۱ اکتبر ۲۰۱۲. |
| لاکهید مارتین اف-۲۲بی رپتور      | ایالات متحده آمریکا | جت    | جنگنده | لغو شد         | —          | ؟     | در ۱۹۹۶، لغو شد.                        |